# Herminio Masantonio
Herminio Masantonio (ur. 5 sierpnia 1910, zm. 11 września 1956) – argentyński piłkarz, napastnik.
Grał jako środkowy napastnik. Większość kariery spędził w barwach Huracánu, grał w tym klubie w latach 1931–1943 oraz w 1945. Rozegrał 349 ligowych spotkań, zdobył 254 bramki. Grał także w urugwajskim Defensorze oraz Banfieldzie. Łącznie w najwyższej argentyńskiej klasie rozgrywkowej wystąpił 358 razy i strzelił 256 bramek, co daje mu trzecie miejsce na liście najskuteczniejszych zawodników ligi argentyńskiej (za Arsenio Erico i Angelem Labruną).
W reprezentacji Argentyny w latach 1935–1942 rozegrał 19 spotkań i strzelił 21 bramek. Brał udział w Copa América 1935 i Copa América 1942, podczas obu startów zostawał królem strzelców imprezy (4 gole w 1935, 7 bramek w 1942 – wspólnie z rodakiem Moreno).

## Literatura
- Tomasz Wołek, Encyklopedia piłkarska FUJI: Copa America. Historia mistrzostw Ameryki Południowej 1910–1995, Wydawnictwo GiA, Katowice 1995, s. 50, ISBN 83-902751-2-0